# Meridià 123 a l'oest
El meridià 123 a l'oest de Greenwich és una línia de longitud que s'estén des del pol Nord travessant l'oceà Àrtic, Amèrica del Nord, el Golf de Mèxic, l'oceà Pacífic, l'oceà Antàrtic, i l'Antàrtida fins al pol Sud.
El meridià 123 a l'oest forma un cercle màxim amb el meridià 57 a l'est. Com tots els altres meridians, la seva longitud correspon a una semicircumferència terrestre, uns 20.003,932 km. Al nivell de l'Equador, és a una distància del meridià de Greenwich de 13.692 km.

## De Pol a Pol
Començant en el pol Nord i dirigint-se cap al pol Sud, aquest meridià travessa:
| Coordenades                               | País, territori o mar  | Notes |
| ----------------------------------------- | ---------------------- | --- |
| 90° 0′ N, 123° 0′ O / 90.000°N,123.000°O  | Oceà Àrtic             | |
| 76° 6′ N, 123° 0′ O / 76.100°N,123.000°O  | Canadà                 | Territoris del Nord-oest — Illa del Príncep Patrick |
| 76° 1′ N, 123° 0′ O / 76.017°N,123.000°O  | Estret de McClure      | |
| 74° 27′ N, 123° 0′ O / 74.450°N,123.000°O | Canadà                 | Territoris del Nord-oest — Illa de Banks |
| 71° 5′ N, 123° 0′ O / 71.083°N,123.000°O  | Golf d'Amundsen        | |
| 69° 49′ N, 123° 0′ O / 69.817°N,123.000°O | Canadà                 | Territoris del Nord-oest — travessa el Gran Llac dels Ossos Colúmbia Britànica des de 60° 0′ N, 123° 0′ O / 60.000°N,123.000°O, passa a l'est de Vancouver (a 49° 15′ N, 123° 0′ O / 49.250°N,123.000°O) |
| 49° 4′ N, 123° 0′ O / 49.067°N,123.000°O  | Badia de Boundary      | |
| 48° 40′ N, 123° 0′ O / 48.667°N,123.000°O | Estats Units           | Washington — Illa Orcas, illa Shaw i illa San Juan |
| 48° 27′ N, 123° 0′ O / 48.450°N,123.000°O | Estret de Juan de Fuca | |
| 48° 5′ N, 123° 0′ O / 48.083°N,123.000°O  | Estats Units           | Washington Oregon — des de 46° 8′ N, 123° 0′ O / 46.133°N,123.000°O travessa Salem (a 44° 56′ N, 123° 0′ O / 44.933°N,123.000°O) Califòrnia — des de 42° 1′ N, 123° 0′ O / 42.017°N,123.000°O            |
| 38° 18′ N, 123° 0′ O / 38.300°N,123.000°O | Oceà Pacífic           | |
| 48° 5′ N, 123° 0′ O / 48.083°N,123.000°O  | Estats Units           | Califòrnia — Punta Reyes |
| 38° 0′ N, 123° 0′ O / 38.000°N,123.000°O  | Oceà Pacífic           | |
| 37° 42′ N, 123° 0′ O / 37.700°N,123.000°O | Estats Units           | Califòrnia — Illa Farallon Sud-est |
| 37° 42′ N, 123° 0′ O / 37.700°N,123.000°O | Oceà Pacífic           | |
| 60° 0′ S, 123° 0′ O / 60.000°S,123.000°O  | Oceà Antàrtic          | |
| 73° 41′ S, 123° 0′ O / 73.683°S,123.000°O | Antàrtida              | Territori no reclamat |